# Eria wildgrubeana
Eria wildgrubeana är en orkidéart som beskrevs av P.O'byrne och Jaap J. Vermeulen. Eria wildgrubeana ingår i släktet Eria och familjen orkidéer.
Artens utbredningsområde är Sulawesi. Inga underarter finns listade i Catalogue of Life.